# 18ª Brigata della Guardia Nazionale "Slov"jans'k"
La 18ª Brigata autonoma "Slov"jans'k" (in ucraino 18-та окрема Слов'янська бригада?, 18-ta okrema Slov"jans'ka bryhada, unità militare 3035) è un'unità di fanteria della Guardia nazionale dell'Ucraina con base a Slov'jans'k.

## Storia
L'unità è stata inizialmente costituita come 13º Reggimento (in ucraino 13-й полк?, 13-j polk, unità militare 4113) della Guardia nazionale ucraina il 2 gennaio 1992, in seguito allo scioglimento dell'Unione Sovietica e all'indipendenza dell'Ucraina, sulla base del 26º Battaglione delle Truppe interne dell'URSS. Nel 1995 l'unità è stata riorganizzata nel 15º Reggimento motorizzato speciale per la scorta dei condannati.
A partire dal 2014 il reggimento è ha preso parte alla guerra del Donbass. Il 28 maggio il Battaglione "Zarja" della Milizia Popolare di Lugansk ha attaccato la Scuola Superiore di Aviazione Militare dei Navigatori di Luhans'k, difesa con successo dai militari del reggimento, che ha però subito una vittima a causa dell'artiglieria. Il giorno successivo le milizie separatiste hanno preso d'assalto il quartier generale di un battaglione del reggimento a Luhans'k, utilizando i civili come scudi umani e riuscendo così a prendere possesso della struttura. Il reparto è stato quindi temporaneamente trasferito a Charkiv. A dicembre 2014 il reggimento è stato riorganizzato, integrando il personale delle unità militari 3004, 3023 e 3037 le cui basi erano state catturate delle forze separatiste nell'oblast' di Donec'k, e riassegnato presso l'attuale sede di Slov'jans'k. Il 9 settembre 2016 il Battaglione Donbass, reparto di volontari costituito nell'aprile 2014 in seguito allo scoppio delle ostilità, è stato integrato nel reggimento.
Il 23 agosto 2019 il reggimento è stato insignito del titolo onorifico "Slov'jans'k" da parte del presidente ucraino Volodymyr Zelens'kyj.
Il reggimento è stato impiegato in pesanti combattimenti fin dall'inizio dell'invasione russa dell'Ucraina del 24 febbraio 2022, prendendo parte alle difficili battaglie di Popasna, Rubižne, Sjevjerodonec'k, Lysyčans'k e Izjum durante i primi mesi di guerra. Il 2 settembre 2022 il presidente Zelens'kyj ha conferito al reggimento l'onorificenza "Per il Valore e il Coraggio". Nel settembre 2022 ha partecipato alla controffensiva ucraina nella regione di Charkiv, contribuendo alla liberazione delle città di Balaklija e Lyman. Nei mesi successivi è rimasto schierato sul fronte di Kreminna. Nel dicembre 2023 il reggimento è stato espanso, diventando la 18ª Brigata.
Il 18 aprile 2025 è stato reso noto che, in seguito alla riforma delle Forze armate ucraine che ha portato alla creazione dei comandi intermedi di corpo d'armata, la Brigata "Rubiž", la Brigata "Chartja", la Brigata "Spartan", la Brigata "Raid" e la Brigata "Slov"jans'k" sono state incluse nel nuovo 2º Corpo d'armata "Chartja" della Guardia Nazionale, costituito sulla base dell'omonima brigata.

## Struttura
- Comando di brigata[14]
- 1º Battaglione fucilieri
- 2º Battaglione fucilieri
- 3º Battaglione fucilieri
- Battaglione operazioni speciali "Donbass"[15]
- Compagnia sistemi senza pilota
- Unità di supporto

## Comandanti
- Colonnello Ihor Hryhorjan (? - agosto 2017)[16]
- Colonnello Vasyl' Žuk (agosto 2017 - giugno 2021)[17]
- Colonnello Serhij Božko (giugno 2021 - marzo 2024)[18]
- Colonnello Hennadij Kucyj (marzo 2024 - in carica)[16]